# Вінок сонетів
Вінок сонетів — поетична форма, утворена з 15 сонетів, ланцюжок 14 з яких побудований таким чином, що останній рядок кожного сонета повторюється в першому наступного, а останній рядок 14 сонета повторює 1-й рядок 1-го.
П'ятнадцятий сонет (магістральний сонет, магістрал, мадригал) складається з перших рядків попередніх 14 сонетів.
Магістрал є тематичним і композиційним ключем (основою) вінка; як правило, він пишеться першим. Крім того, існують й одиничні вірші-вінки.

## Історія
Вінок сонетів винайдений в Італії в XIII ст. Це досить складна поетична форма, яка потребує від поета вищої майстерності. 
Автором перших українських вінків сонетів є Іван Головацький — видавець «Вінка русинам на обжинки».
На початку ХХ ст. з’являються канонічні українські вінки сонетів. У 1918 р. вінок сонетів у «Літературно-науковому віснику» опублікував поет Михайло Жук. Інший вінок — «Аргонавти» — у тому ж 1918 році створений Аркадієм Казкою. Але він за збігом обставин не був опублікований в ті роки і з’явився друком лише у 1989 році. 

## Приклад
```

                 Озеро бачу у снах
         (За Лідією Мокієвською, Вологда)

                 Вінок сонетів

                 Мадригал

                 Омана сну глибока і ясна, -
                 З небес мені сподіване послання,
                 Енергії незнаної струна
                 Роз"ятрить душу струмом трепетання.
                 Озветься стоголосо далина,
                 Багрянцем озера умиється світання,
                 А десь там - гай і дім мій вирина, -
                 Чудова мить осягнення за гранню
                 Утрачених язичницьких часів -
                 У цих місцях наш праотець ходив,
                 Собі вподобавши цю Білозерську землю.
                 Нуртують хвилі озера, мов дзвін,
                 А берег лунко стримує розгін.
                 Хай сон трива - я нурт його приємлю.

                 1.
                 Омана сну глибока і ясна,
                 Незримо виникаючи із ночі,
                 В той вічний край запрошує вона,
                 Де хвиля загадкове щось шепоче,
                 Де марево самотнього човна,
                 Що на каналі веслами плюскоче,
                 Де ранньої зірниці таїна
                 Передріка бентежне і уроче...
                 Шаленство сну в душі моїй вита -
                 Їй до снаги безумна висота
                 Від досвітку до пізнього смеркання.
                 За мить відступить темінь-темнота -
                 Хтось явиться і тихо прочита
                 З небес мені сподіване послання.

                 2.
                 З небес мені сподіване послання
                 Я тільки в сні зумію осягти,
                 Бо вдосвіта словес тих одіяння
                 Порозриває буря суєти.
                 Залишиться хіба що спогадання...
                 Настане день - і, щоб дійти мети,
                 Новим тривогам і новим ваганням
                 Дозволю я у серці прорости.
                 Ах, тільки б знати, скільки там ще віку
                 Терпітимуть поета-недоріку
                 Ця путь-дорога й рідна сторона.
                 Та розум наш влаштований безлико,
                 Чи вмістить нашу пісню смутку й крику
                 Енергії незнаної струна?

                 3.
                 Енергії незнаної струна
                 Віщує сон - і де його загадки,
                 І смисл який у видивах зрина -
                 Хто пояснити зможе,
                 мов лампадка,
                 До глибини, до сутності, до дна
                 Туман розсіявши і вищого порядку
                 Слова знайшовши, в чому новизна
                 Трудів моїх і в чому їх розгадка.
                 Все витлумачить, видно, не дано
                 В видіннях тих, немов німе кіно,
                 Та дивних букв містичне поєднання
                 Розбудить все, що вже давним-давно
                 В мені дрімало летаргійним сном, -
                 Роз"ятрить душу струмом трепетання.

                 4.
                 Роз"ятрить душу струмом трепетання,
                 Відкриє код нечитаних письмен -
                 І десь за гранню світообертання
                 Почую голоси я тих сирен,
                 Що їх, забувши про самовладання,
                 Сприймав плавець, вирівнюючи крен
                 Своєї шхуни. Та нові страждання
                 Мені звістує "Книга мельпомен".
                 І - вір не вір - немов на сполох птиця,
                 Злетить душа туди, де заіскриться
                 Зірок вервечка дзвінко-неземна.
                 І спалахне між них моя зірниця,
                 Моя розрада, втіха, таємниця,
                 Озветься стоголосо далина.

                 5.
                 Озветься стоголосо далина -
                 Прийдуть у сон і вулиця знайома,
                 І озеро, й щемливі імена,
                 Мов з аркушів забутого альбому.
                 Бульвару ген вказівка напрямна,
                 Що за тополями ховає втому.
                 Ось древній вал - історії луна...
                 Як легко тут, бо тут я знову вдома.
                 Мені звідсіль така видніє даль,
                 Що тонуть в ній і горе, і печаль,
                 В душі - непереборні поривання.
                 "Й нічого вже в минулому не жаль"...
                 Нехай пітьми розвіється вуаль -
                 Багрянцем озера умиється світання.

                 6.
                 Багрянцем озера умиється світання -
                 І ночі ніби зовсім не було.
                 А я - уся вагання, вся - благання:
                 А скільки літ, віків уже спливло
                 Мого напівдрімотного блукання?
                 І скільки рік в озера затекло,
                 І скільки доль, занесених в писання,
                 Зібрало їх вологе, тьмяне скло?
                 А час над нами напина вітрила.
                 На жаль, збагнуть здебільшого несила,
                 Коли підстереже нас мілина.
                 Тож ми умить, бодай нас лихо било,
                 Вже летимо, обпалюючи крила...
                 А десь там - гай і дім мій вирина.

                 7.
                 А десь там - гай і дім мій вирина...
                 Але сильніші бурі і знегоди,
                 І що крутіша дасться вишина,
                 Тим вниз стрімкіші стерегтимуть сходи.
                 І нас поглине час-трясовина.
                 Не вір: "не буде роду переводу".
                 Тож марновірність наша і смішна,
                 І жалюгідна, як прогноз погоди.
                 Про що звіщає видиво зі сну,
                 Що зникло, наче сутінь на стіну?
                 Над ним не владне жодне заклинання.
                 То як же долю я свою збагну,
                 Знання про це, співмірне знамену, -
                 Чудова мить осягнення за гранню.

                 8.
                 Чудова мить осягнення за гранню
                 Колишніх днів, уривків сновидінь,
                 Але навряд чи ти на запитання
                 Знайдеш не відповідь - бодай химерну тінь
                 Того, що долею звемо чи безталанням,
                 Того, що з заводей виводить на бистрінь,
                 Бо є таки жорстка межа пізнання -
                 І недосяжна в неї височінь.
                 Та доль ланцюг мільйони літ не рветься,
                 До ланки ланка з віку в вік кується,
                 А значить вірю я, що й поготів
                 В моєї долі, наче у фортеці,
                 Є свій секрет, послання, пломінець є
                 Утрачених язичницьких часів.

                 9,
                 Утрачених язичницьких часів
                 Не зберегли нам книги літописні,
                 Тому не знаю, хто в мені ожив,
                 Чий голос озивається у пісні.
                 Минали дні, такі, як сотні днів,
                 Минала доля, тиха і безвісна.
                 Вони жили серед густих лісів,
                 Ще збереглася стежка їх первісна.
                 Імен нема. Але красиві лиця
                 І смуток, що таїться у зіницях,
                 В іконах бачу, наче диво з див.
                 В нічних дощах і в спалахах зірниці
                 Виразно уявляю, то не сниться:
                 У цих лісах наш праотець ходив.

                 10.
                 У цих лісах наш праотець ходив,
                 Назвав озера, болота і ріки -
                 І тим про себе пам'ять заронив,
                 І не зітреться карб оцей довіку.
                 Бурхливий час в віночок доль заплів
                 І мій букетик квіту невеликий:
                 Це вже увічнено - тут з"єднання шляхів,
                 Які зближали світ багатоликий.
                 Ішли в північний і в південний бік,
                 Добро й любов розносячи навік.
                 Де шлях більш сутній, я й не відокремлю.
                 У фресках храму - той далекий вік,
                 Коли якийсь незнаний чоловік
                 Собі вподобав Білозерську землю.

                 11.
                 Собі вподобав Білозерську землю
                 Не він один. Бо тут така краса -
                 Тремка, мінорна, чиста, позаземна...
                 Які тут ранки і яка роса!
                 І як зірки зчудовано й недремно
                 Вдивляються в глибінь, а небеса
                 Дарують водам барву синьо-темну.
                 Тут неповторна сонячна яса
                 Над схилом валу досить ще високим,
                 А коло озера врочистішають кроки -
                 Сама минувшина сягає тих глибин.
                 ...Та не заріс кущами рів широкий,
                 Сюди із хащ біжать струмків потоки,
                 Нуртують води озера, мов дзвін.

                 12.
                 Нуртують води озера, мов дзвін.
                 І є канал біля старої лави.
                 О, як багато пам'ятає він!
                 Смолою пахне втомлена заплава.
                 Ідуть віки - й взнаки дається тлін,
                 Тополі лиш незмінно величаві,
                 А також не швидкий до перемін
                 Наш древній вал, величний в ратній славі.
                 Йому над світом довго панувати,
                 Хоча ніщо не вічне, будуть втрати,
                 Адже життя ніхто не спинить плин.
                 А місто хай понад віки і дати
                 Стоїть над озером, де хвиля різкувата,
                 А берег лунко стримує розгін.

                 13.
                 А берег лунко стримує розгін,
                 Лиш бічевник наплив його ударів
                 Відбити може в"яззю мотузин, -
                 На рубежі своїм стоїть недаром.
                 І пам'ятає шурхотіння линв,
                 Коли по озеру йшли баржі із товаром,
                 І бурлаки - могутні як один -
                 Із злидарем ділилися "наваром".
                 Та непомітно сон свій біг спиня -
                 І я бреду вже майже навмання,
                 Аби за мить вернутися на землю.
                 Поглине нас химерна метушня -
                 Й поблякнуть радість і принади дня.
                 Хай сон трива - я нурт його приємлю.

                 14.
                 Хай сон трива - я нурт його приємлю.
                 Душе моя, ти вдома ще побудь -
                 Тут все таке бентежне і приємне,
                 А вдосвіта проляже інша путь.
                 Радію я відкрито, ніжно, щемно
                 Ударам хвиль - і осягаю суть
                 Летючих днів і крапель недаремних
                 На листі верб, як обважніла ртуть.
                 Вони для озера - нове життя й підмога,
                 А плескіт хвиль - про них немовби спогад,
                 Який повторить ранішня луна.
                 А я забуду знову всі тривоги -
                 Й полину у незвідані дороги -
                 Омана сну глибока і ясна.

```

Володимир Ящук

## Інші приклади в українській поезії
- Василь Бобинський — Ніч кохання [Архівовано 5 березня 2016 у Wayback Machine.]
- Іван Іов — Любіть мене врожаєм і землею
- Валерій Гнатюк — Зґвалтована мрія [Архівовано 18 травня 2012 у Wayback Machine.]
- Інна Рябченко — Засмаглілим димом пахне вечір
- Інна Рябченко — Шукаю іскру з вічного вогню